# Scauniperga

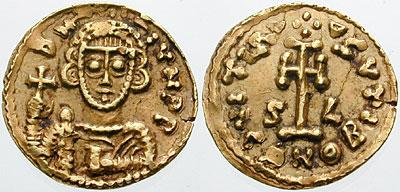
Un tremisse di Liutprando durante la reggenza di Scauniperga.

Scauniperga (att. 756), era una duchessa di Benevento . Madre di Liutprando di Benevento e regnante al suo fianco dal 751 al 756.
Scauniperga era sposata con Gisulfo II e divenne reggente di Benevento quando suo figlio minorenne successe al Ducato nel 751. Durante la reggenza si fece aggiungere come primo nome nei documenti ufficiali con l'appellativo dux (Duca), lo stesso titolo del figlio. Sostenne il re Astolfo riconoscendo la sua autorità confermando il ducato come uno stato vassallo del regno longobardo.